# Bojer
Bojer, także ślizg lodowy – jednostka żaglowa napędzana siłą wiatru, poruszająca się po lodzie na płozach.

## Charakterystyka
W bojerach pędnikiem jest żagiel (lub rzadziej płat lotniczy – skrzydło) zamocowany na kadłubie poruszającym się na płozach po zamarzniętych zbiornikach wodnych. O poruszającym się bojerze mówimy, że "lata".
Najpopularniejsze klasy bojerów w Polsce to DN oraz Monotyp XV.

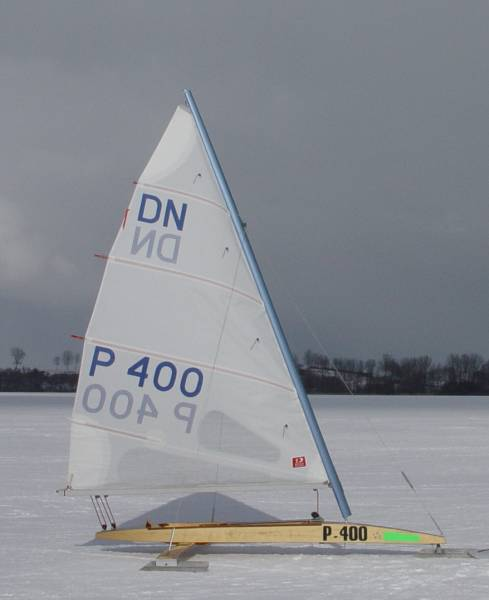
Bojer klasy DN w Żninie
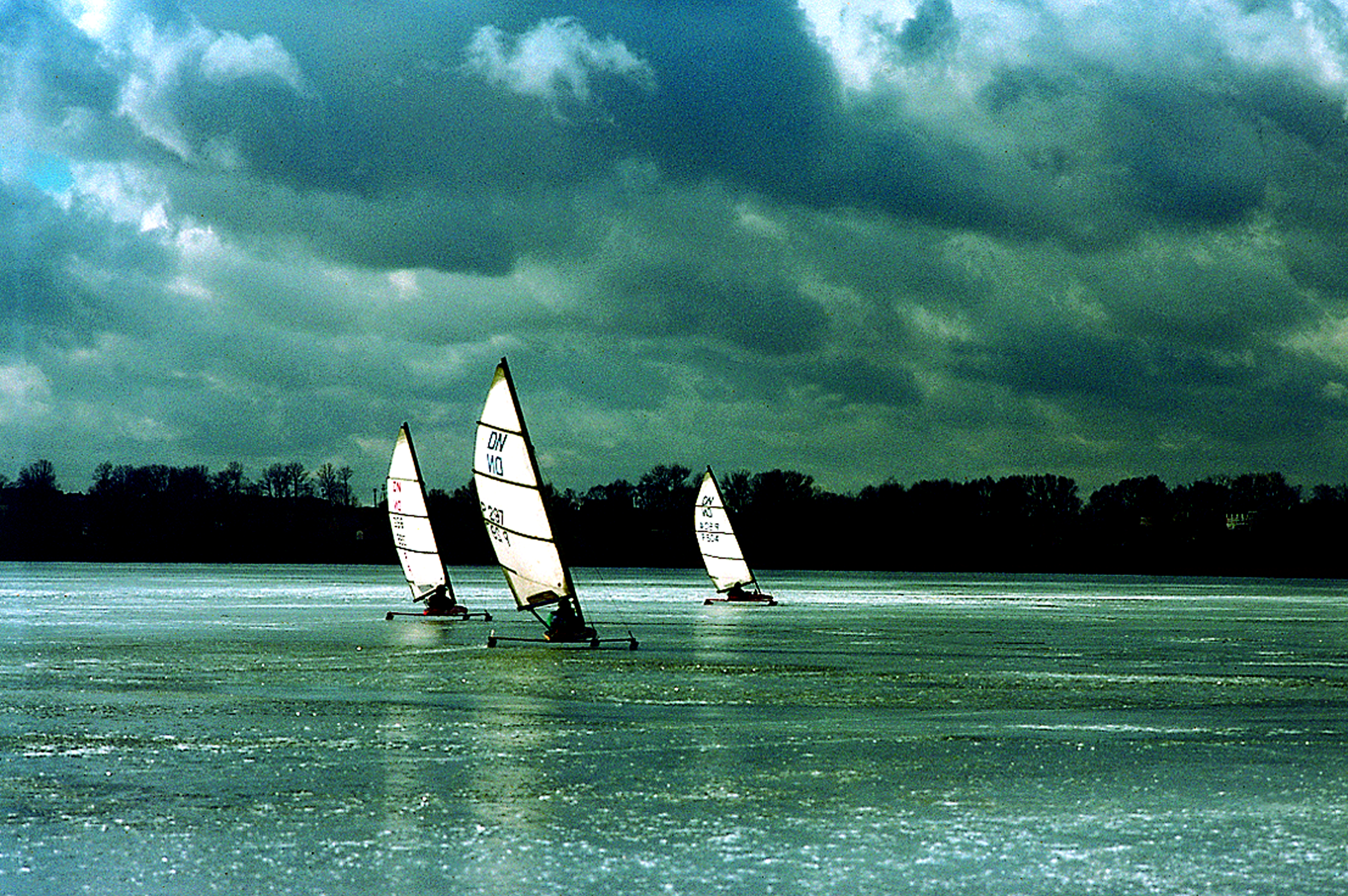
Regaty w klasie DN na Jeziorze Żnińskim Małym
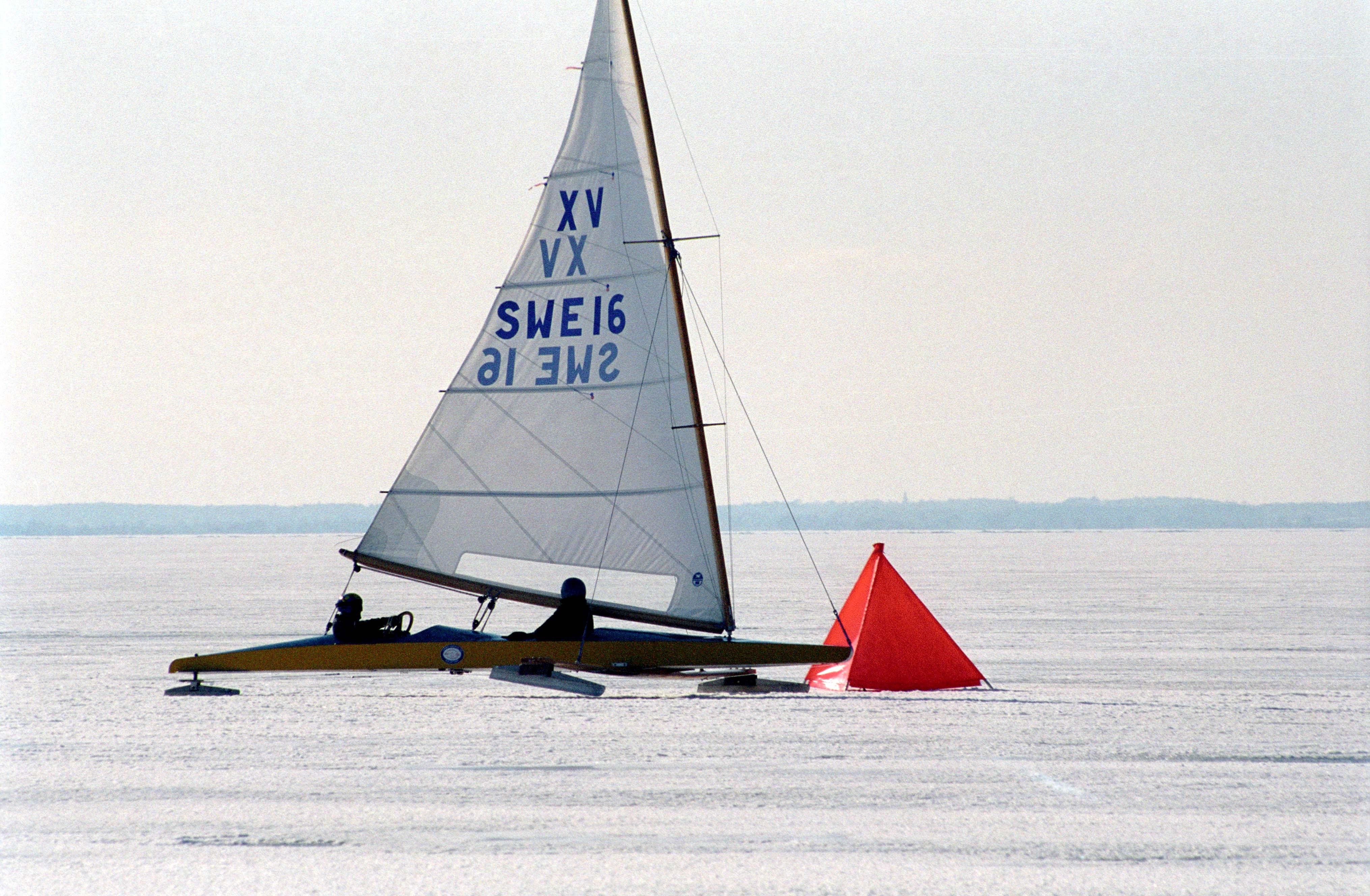
Bojer klasy Monotyp XV
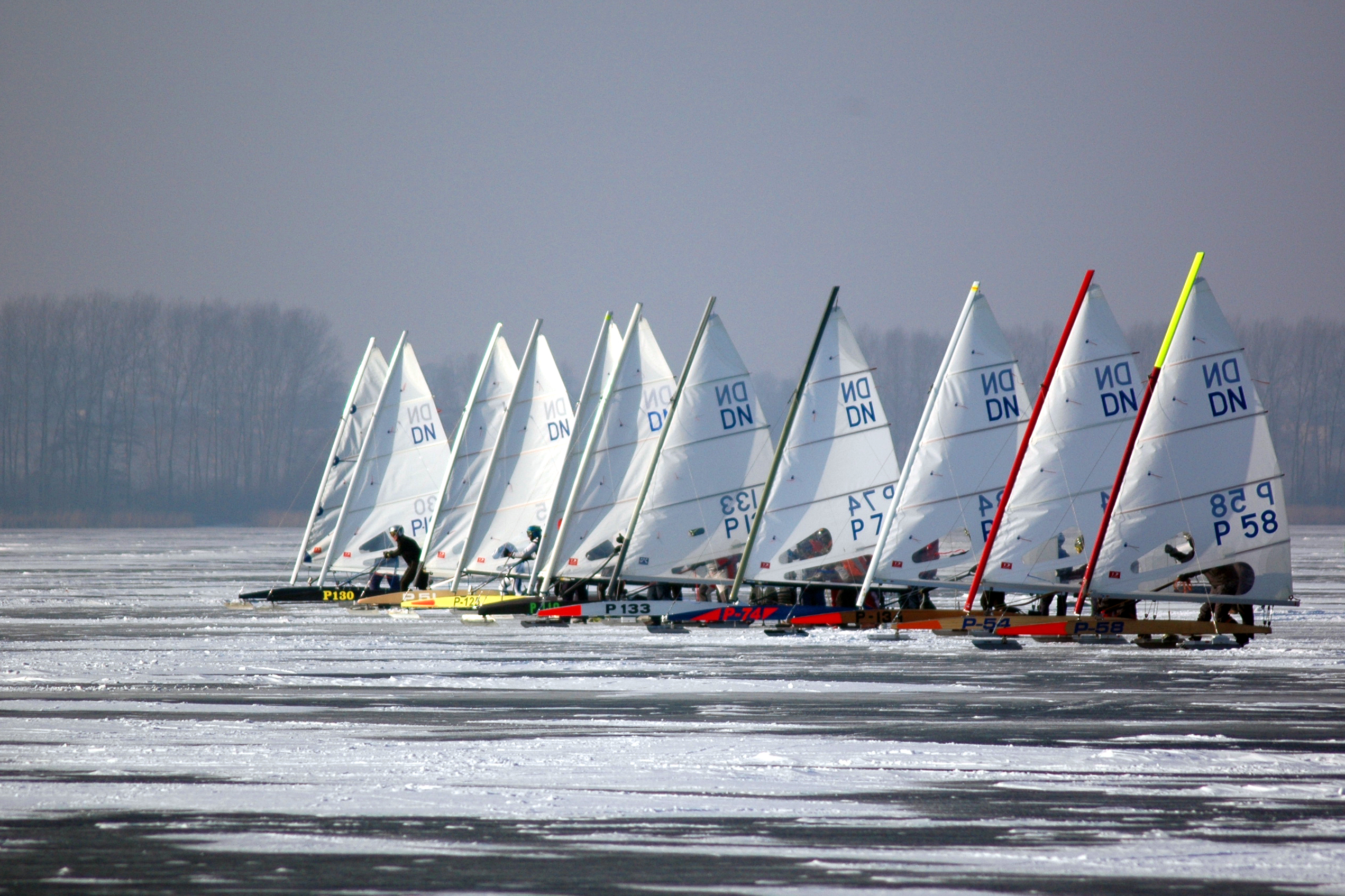
Start do regat w klasie DN na Jeziorze Żnińskim Dużym
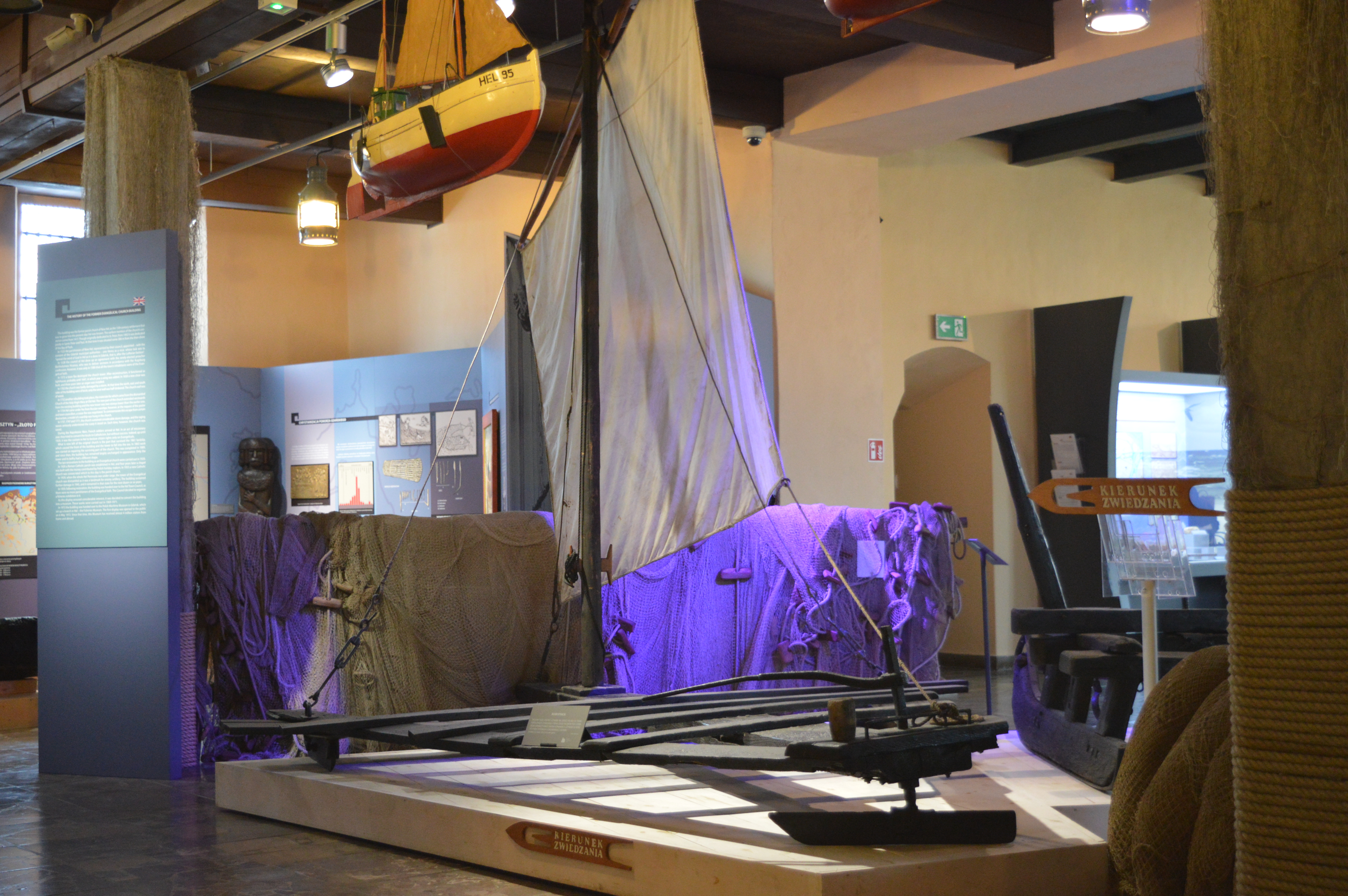
Bojer używany do 1975 na Zatoce Puckiej przez rybaków z Jastarni

## Inne
Żaglowozy to konstrukcje podobne do bojerów, ale poruszające się na kołach, zazwyczaj wykorzystują dna wyschniętych słonych jezior lub - dzięki zjawisku pływów - okresowo odsłaniane dno morskie.